# Argentinië op de Paralympische Winterspelen 2018
Argentinië was een van de landen die deelnam aan de Paralympische Winterspelen 2018 in Pyeongchang, Zuid-Korea.

## Deelnemers en resultaten
(m) = mannen, (v) = vrouwen 

### Alpineskiën
| Paralympiër     | Onderdeel                    | Resultaat | Prestatie         |
| --------------- | ---------------------------- | --------- | ----------------- |
| Enrique Plantey | Super G, zittend (m)         | DSQ       | Gediskwalificeerd |
| Enrique Plantey | Supercombinatie, zittend (m) | DNF       | Niet gefinisht    |
| Enrique Plantey | Reuzenslalom, zittend (m)    | DNF       | Niet gefinisht    |
| Enrique Plantey | Slalom, zittend (m)          | 11e       | 1:59.11           |

### Snowboarden
| Paralympiër                   | Onderdeel                 | Resultaat | Prestatie |
| ----------------------------- | ------------------------- | --------- | --------- |
| Carlos Javier Codina Thomatis | Snowboardcross SB-LL2 (m) | 8e        | 1:02.81   |
| Carlos Javier Codina Thomatis | Slalom, SB-LL2 (m)        | 13e       | 0:56.24   |

Andorra · Argentinië · Armenië · Australië · België · Bosnië en Herzegovina · Brazilië · Bulgarije · Canada · Chili · China · Denemarken · Duitsland · Finland · Frankrijk · Georgië · Griekenland · Groot-Brittannië · Hongarije · IJsland · Iran · Italië · Japan · Kazachstan · Kroatië · Mexico · Mongolië · Nederland · Nieuw-Zeeland · Noord-Korea · Noorwegen · Oekraïne · Oezbekistan · Oostenrijk · Polen · Roemenië · Servië · Slovenië · Slowakije · Spanje · Tadzjikistan · Tsjechië · Turkije · Verenigde Staten · Wit-Rusland · Zuid-Korea · Zweden · Zwitserland
Neutrale paralympische atleten